# Euphorbia kerneri
Euphorbia kerneri là một loài thực vật có hoa trong họ Đại kích. Loài này được Huter ex A.Kern. mô tả khoa học đầu tiên năm 1882 và được công bố năm 1883.